# Xã Scipio, Quận LaPorte, Indiana
Xã Scipio (tiếng Anh: Scipio Township) là một xã thuộc quận LaPorte, tiểu bang Indiana, Hoa Kỳ. Năm 2010, dân số của xã này là 4.570 người.